# Gero (Gifu)
Gero (jap. 下呂市, -shi) ist eine Stadt in der japanischen Präfektur Gifu.

## Geographie
Gero liegt nordöstlich von Gifu und südlich von Takayama.
Der Fluss Hida fließt durch die Stadt.

## Geschichte
Die Stadt Gero wurde am 1. März 2004 aus der Vereinigung der Gemeinden Gero (下呂町, -chō), Hagiwara (萩原町, -chō), Kanayama (金山町, -chō) und Osaka (小坂町, -chō), sowie des Dorfes Maze (馬瀬村, -mura) und des Landkreises Mashita gegründet. Der Landkreis wurde daraufhin aufgelöst.

## Verkehr
Gero liegt an der Nationalstraße 41 von Nagoya nach Toyama und ist auch über die Nationalstraßen 256 und 257 erreichbar. Der Bahnhof Gero ist ein bedeutender Schnellzughalt an der Takayama-Hauptlinie zwischen Gifu und Toyama.

## Weblinks

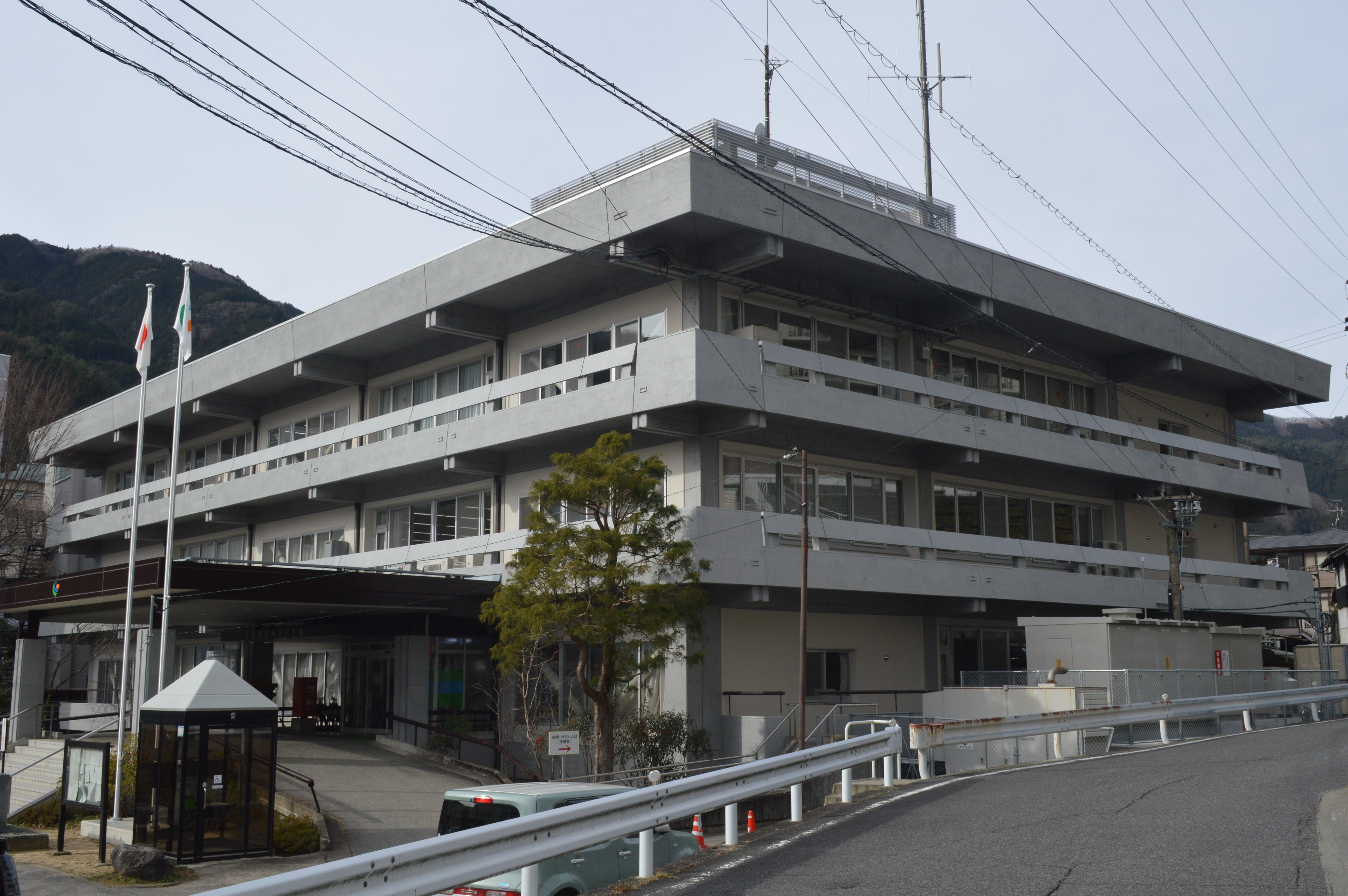
Rathaus von Gero

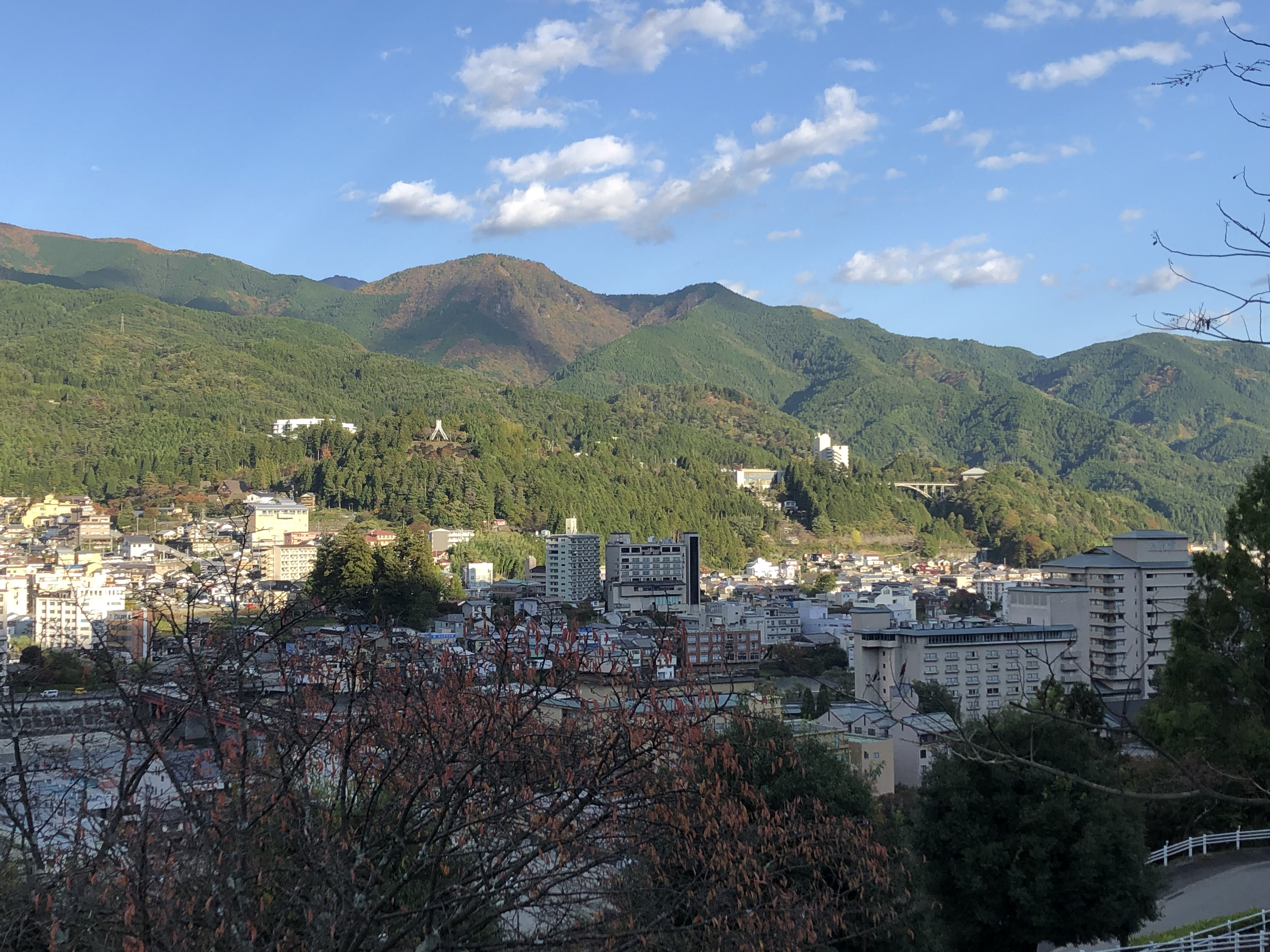
Gero Stadtzentrum

## Sehenswürdigkeiten
- Gero-Onsen (Heiße Quelle)

## Städtepartnerschaften
- Pensacola (Florida)
- Ketchikan
- Salesópolis
- Ichinomiya (Aichi)
- Hōdatsushimizu

## Angrenzende Städte und Gemeinden
- Takayama
- Seki
- Nakatsugawa
- Gujō